# Fabrice Bourré
Fabrice Bourré est un footballeur français, né le 3 février 1962 à Blériot-Plage, commune de Sangatte (Pas-de-Calais), qui jouait au poste de milieu de terrain dans les années 1980.

## Biographie
Formé au Calais RUFC, il débute avec l'équipe première en amateur, avant de monter en Division 2 en 1981.
Il jouera ensuite à l'USL Dunkerque entre 1982 et 1988 en Division 2.
Il dispute un total de 195 matchs en Division 2 entre 1981 et 1988, inscrivant 22 buts.

## Carrière
- 1980-1982 :  : Calais RUFC (CFA - D2)
- 1982-1988 :  : USL Dunkerque (D2)